# Lijst van spelers van Swift Hesperange
Deze lijst omvat voetballers die bij de Luxemburgse voetbalclub Swift Hesperange spelen of gespeeld hebben. De namen van de spelers zijn alfabetisch gerangschikt.

## A
- Chérif Abdelkadous
- Saheed Ambali
- Jérémy Amolvin
- Patrick Aquaro
- Robert Axmann

## B
- Sidi Baba
- Malik Benachour
- Daniel Bernard
- Alija Bešić
- Marco Borges Cardoso
- Alexandre Boukhetaia
- Anton Bozic
- Fernand Braun
- Marc Brittner
- Marc Burggraf

## C
- Denis Cabrillon
- Christophe Calvaruso
- Antonio Casafina
- Celso Malheiro
- Roby Cillien
- Dan Collette
- Luciano Crapa

## D
- Claudio Da Luz
- Jonathan De Cae
- Esteban Delaporte
- Frank Deville
- Laurent Deville
- Muhamed Diakhate
- Hugo Dias Marques
- Sven di Domenico
- Phillippe Dürrer

## F
- Ivan Faustino
- Mike Federspiel
- Chris Felten
- Alain Fichant
- Yannick Fürpass

## G
- Fabio Gaspar
- Jean-Paul Girres
- Michael Grilo

## H
- Fawzi Habili
- Tom Hellenbrand
- Pit Hilbert
- Edvin Humerovic

## J
- Franck Jäger
- Eric Jungbluth

## K
- Tim Karius
- Kim Kintziger
- Andreas Klink
- Jan Küchling
- Raphael Kuraja

## L
- Kevin Lacroix
- Benoît Lang
- Marc Lang
- Olivier Lickes
- Joé Lux

## M
- Mokondo Makiadi
- Claude Mangen
- Hugo Martins Alves
- Aldino Medina
- Alain Mendes
- Gregory Molitor
- Jordan Morocutti
- Tom Munoz
- Marc Muschtert

## N
- Mohamed Nabli
- Hamilton Nascimento
- Nuno Batista

## O
- Odailton
- Steve Oliveira

## P
- Thierry Pauk
- Pedro Pinto
- Larson Pereira Lima
- Andy Perl
- René Peters
- Rayan Philippe
- Marc Pleimling

## Q
- Christophe Quiring

## R
- Andy Reuter
- Marc Reuter
- Raphaël Roncen

## S
- Ernad Sabotic
- Jeff Saibene
- Johan Sampaio
- Anibal Santos
- Lars Schäfer
- Manou Schauls
- Frédéric Schiltz
- Laurent Schiltz
- Johny Schleck
- David Schmidt
- Théo Scholten
- Xavier Scholten
- Gustav Schulz
- Alain Schumacher
- Mike Schwandt
- Fatih Sözen
- Damian Stoklosa

## T
- Armando Tavares
- Ricardo Thom
- Moussa Touré
- Naby Twimumu

## V
- Frédéric van de Sande
- Stéphane Van de Sande
- John van Rijswijck
- Tun van Rijswijck
- Alvaro Vaz Portal
- Filip Vila Verde
- Dragan Vrebac

## W
- Niki Wagner
- Mickaël Willemin
- Henri Wingert

## Y
- Kasim Yildiz